# 梅の里昭二
梅の里 昭二（うめのさと しょうじ、1964年5月3日 - ）は、茨城県水戸市出身で高砂部屋に所属した元大相撲力士。本名は小泉 昭二（こいずみ しょうじ）。趣味は読書。最高位は西十両13枚目（1993年7月場所）、血液型はO型。得意技は右四つ、寄り。

## 来歴
兄は元関脇・水戸泉政人。兄と共に力士のサイン会に参加した際に高砂部屋に勧誘され、中学卒業と同時に入門し1980年3月場所に初土俵を踏んだ。四股名「梅の里」（後、梅乃里）は地元の水戸の梅まつりに由来しており、祭りに参加することは裕福でなかった家族の貴重な娯楽であり楽しい思い出だったという。三段目までは順調に番付を上げて行ったが膝の怪我もあり、幕下で苦労した。
1992年7月場所に兄・水戸泉が幕内優勝した際には梅の里は当時付け人をしており、支度部屋で感極まって兄弟で抱き合う姿が全国的に放送され話題になった。1993年7月場所に十両に昇進。兄と同じ色の締め込み（黄金色）を締めて土俵に上がった。容貌が酷似していたこともあり兄の水戸泉と間違われて声援を受けるなど微笑ましい姿が見られたが、肝心の成績は5勝10敗と負け越し幕下に陥落した。その後も十両復帰を目指して土俵に上がり続けていたが、膝の故障に泣かされ、幕下や三段目で低迷した。
2000年9月場所に水戸泉が引退。兄と同時に引退しようと以前から考えていたが、水戸泉から「断髪式の準備を始めるまで待ってくれ」と言われたため2場所後の2001年1月場所まで現役を務めた。引退後の同年4月には『ASAYAN』（テレビ東京系）の映画俳優オーディションに参加し、最終選考まで残った。
現在は2002年に水戸泉が開設した錦戸部屋のマネジャーを任されている。

## エピソード
一度だけ引分を経験している。この引分は1986年7月場所5日目の市ノ渡三四四戦で記録されたもので、大相撲の本場所における全取組（幕内・十両・取的）を通して最後の引分である。

## 主な戦績
- 通算成績：439勝404敗40休1分 勝率.521
- 十両成績：5勝10敗 勝率.333
- 現役在位：126場所
- 十両在位：1場所
- 各段優勝
  - 序二段優勝：1回（1983年9月場所）

## 場所別成績
| | 一月場所 初場所（東京）   | 三月場所 春場所（大阪）   | 五月場所 夏場所（東京）   | 七月場所 名古屋場所（愛知） | 九月場所 秋場所（東京）  | 十一月場所 九州場所（福岡） |
| --- | ------------------------- | ------------------------- | ------------------------- | --------------------------- | ------------------------ | --------------------------- |
| 1980年 （昭和55年） | x                         | （前相撲）                | 西序ノ口10枚目 4–3        | 東序二段103枚目 休場 0–0–7  | 西序ノ口27枚目 4–3       | 東序二段125枚目 3–4         |
| 1981年 （昭和56年） | 西序ノ口8枚目 6–1         | 西序二段55枚目 2–5        | 東序二段78枚目 4–3        | 東序二段52枚目 5–2          | 西序二段17枚目 3–4       | 東序二段32枚目 3–4          |
| 1982年 （昭和57年） | 東序二段45枚目 5–2        | 西三段目82枚目 2–5        | 西序二段19枚目 6–1        | 東三段目49枚目 4–3          | 西三段目31枚目 2–5       | 西三段目56枚目 6–1          |
| 1983年 （昭和58年） | 西三段目7枚目 休場 0–0–7  | 西三段目52枚目 休場 0–0–7 | 西序二段13枚目 休場 0–1–6 | 東序二段73枚目 休場 0–0–7   | 西序二段134枚目 優勝 7–0 | 西三段目88枚目 5–2          |
| 1984年 （昭和59年） | 西三段目53枚目 1–6        | 西三段目88枚目 5–2        | 東三段目50枚目 5–2        | 東三段目20枚目 3–4          | 西三段目32枚目 4–3       | 西三段目16枚目 5–2          |
| 1985年 （昭和60年） | 東幕下47枚目 5–2          | 東幕下27枚目 2–5          | 西幕下48枚目 4–3          | 西幕下37枚目 3–4            | 西幕下48枚目 4–3         | 西幕下34枚目 4–3            |
| 1986年 （昭和61年） | 東幕下21枚目 2–5          | 西幕下44枚目 4–3          | 西幕下30枚目 5–2          | 東幕下19枚目 1–5（引分1）   | 西幕下57枚目 5–2         | 西幕下36枚目 5–2            |
| 1987年 （昭和62年） | 西幕下21枚目 4–3          | 東幕下15枚目 3–4          | 西幕下21枚目 3–4          | 東幕下34枚目 5–2            | 西幕下18枚目 2–5         | 西幕下39枚目 4–3            |
| 1988年 （昭和63年） | 東幕下31枚目 4–3          | 西幕下21枚目 3–4          | 東幕下29枚目 3–4          | 東幕下39枚目 3–4            | 西幕下51枚目 3–4         | 東三段目2枚目 3–4           |
| 1989年 （平成元年） | 西三段目15枚目 4–3        | 東三段目2枚目 4–3         | 西幕下47枚目 5–2          | 西幕下27枚目 3–2–2          | 西幕下36枚目 3–4         | 西幕下48枚目 4–3            |
| 1990年 （平成2年） | 西幕下42枚目 5–2          | 西幕下25枚目 5–1–1        | 西幕下13枚目 3–4          | 西幕下21枚目 3–4            | 西幕下29枚目 3–4         | 西幕下36枚目 6–1            |
| 1991年 （平成3年） | 東幕下16枚目 5–2          | 東幕下7枚目 4–3           | 東幕下5枚目 2–5           | 東幕下20枚目 3–4            | 西幕下26枚目 1–6         | 東幕下51枚目 5–2            |
| 1992年 （平成4年） | 東幕下35枚目 2–5          | 東幕下56枚目 3–4          | 東三段目11枚目 6–1        | 東幕下40枚目 6–1            | 東幕下19枚目 4–3         | 西幕下13枚目 3–4            |
| 1993年 （平成5年） | 東幕下21枚目 6–1          | 西幕下8枚目 4–3           | 東幕下5枚目 5–2           | 西十両13枚目 5–10           | 西幕下5枚目 3–4          | 西幕下8枚目 4–3             |
| 1994年 （平成6年） | 東幕下5枚目 4–3           | 西幕下3枚目 3–4           | 西幕下7枚目 3–4           | 東幕下14枚目 5–2            | 西幕下8枚目 3–4          | 東幕下15枚目 5–2            |
| 1995年 （平成7年） | 東幕下8枚目 4–3           | 東幕下4枚目 3–4           | 西幕下9枚目 3–4           | 東幕下15枚目 4–3            | 東幕下11枚目 2–5         | 西幕下24枚目 2–5            |
| 1996年 （平成8年） | 西幕下42枚目 1–6          | 西三段目17枚目 6–1        | 東幕下43枚目 2–5          | 西三段目5枚目 4–3           | 西幕下54枚目 5–2         | 東幕下34枚目 2–5            |
| 1997年 （平成9年） | 西幕下52枚目 5–2          | 東幕下33枚目 4–3          | 西幕下25枚目 1–5–1        | 東幕下45枚目 1–6            | 東三段目18枚目 3–4       | 西三段目36枚目 4–3          |
| 1998年 （平成10年） | 西三段目24枚目 4–3        | 東三段目12枚目 3–4        | 西三段目26枚目 3–4        | 東三段目42枚目 5–2          | 西三段目17枚目 4–3       | 西三段目4枚目 6–1           |
| 1999年 （平成11年） | 西幕下32枚目 4–3          | 東幕下24枚目 0–7          | 東三段目筆頭 2–5          | 東三段目19枚目 3–4          | 西三段目32枚目 0–5–2     | 東三段目77枚目 4–3          |
| 2000年 （平成12年） | 西三段目60枚目 3–4        | 西三段目75枚目 5–2        | 東三段目43枚目 4–3        | 西三段目27枚目 5–2          | 西三段目3枚目 1–6        | 東三段目29枚目 3–4          |
| 2001年 （平成13年） | 東三段目44枚目 引退 4–3–0 | x                         | x                         | x                           | x                        | x                           |
| 各欄の数字は、「勝ち-負け-休場」を示す。 優勝 引退 休場 十両 幕下 三賞：敢=敢闘賞、殊=殊勲賞、技=技能賞 その他：★=金星 番付階級：幕内 - 十両 - 幕下 - 三段目 - 序二段 - 序ノ口 幕内序列：横綱 - 大関 - 関脇 - 小結 - 前頭（「#数字」は各位内の序列） |                           |                           |                           |                             |                          |                             |

## 改名歴
- 梅の里 昭二（うめのさと しょうじ）1980年3月場所 - 1996年11月場所
- 梅乃里 昭二（読み方同じ）1997年1月場所 - 2001年1月場所